# José Inácio Faria
José Inácio Faria, né le 13 mars 1962 à Viana do Castelo, est un homme politique portugais membre du Parti de la Terre. Il est député européen depuis 2014.

## Biographie
Né en 1962, José Inácio Faria est le fils d'un diplomate portugais. Il a grandi à Johannesbourg, en Afrique du Sud, puis à Londres où il a fréquenté la London Oratory School. Il a par la suite étudié le droit à l'université de Lisbonne.
Il est membre du Parti de la Terre depuis 2004 et député européen depuis 2014. Initialement membre du groupe de l'ADLE, il rejoint le PPE en décembre 2016 à la suite de plusieurs « différences » entre lui et le groupe des libéraux. Il explique que les divergences concernant le gel des fonds pour l'Espagne et le Portugal ont été « la goutte d'eau » qui a fait déborder le vase.